# Trofeo Hart
El Trofeo Memorial Hart (en inglés, Hart Memorial Trophy), o simplemente llamado Trofeo Hart, es un premio anual otorgado por la National Hockey League (NHL) desde la temporada 1923-24 al Jugador Más Valioso (MVP) de la temporada regular.
La entrega del trofeo tiene su origen en 1923, cuando este fue donado por David Hart a la National Hockey League. El doctor Hart era el padre de Cecil Hart, antiguo entrenador y mánager de los Montreal Canadiens. Cuando el trofeo original fue retirado y expuesto en el Salón de la Fama del Hockey en 1960, la NHL comenzó a entregar el Trofeo Memorial Hart en su lugar.
La mayoría de ganadores del Hart han sido jugadores canadienses; sin embargo, desde el inicio la apertura internacional de la NHL a comienzos de la década de 1990 ha habido varios jugadores internacionales quienes han ganado el galardón. Serguéi Fiódorov fue el primer jugador formado en Europa elegido como MVP de la NHL.
Wayne Gretzky es el jugador que más veces ha ganado el premio (nueve), seguido de Gordie Howe (seis) y Eddie Shore (cuatro).

## Ganadores

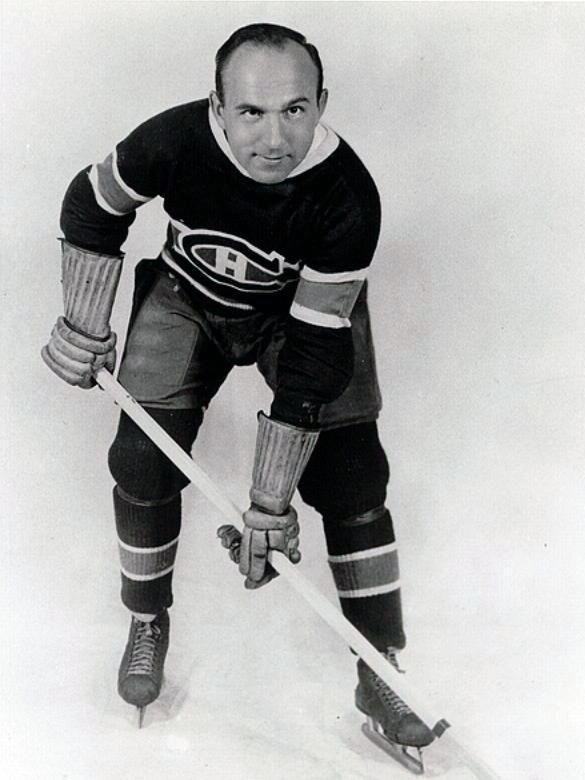
Howie Morenz ganó el trofeo tres veces.

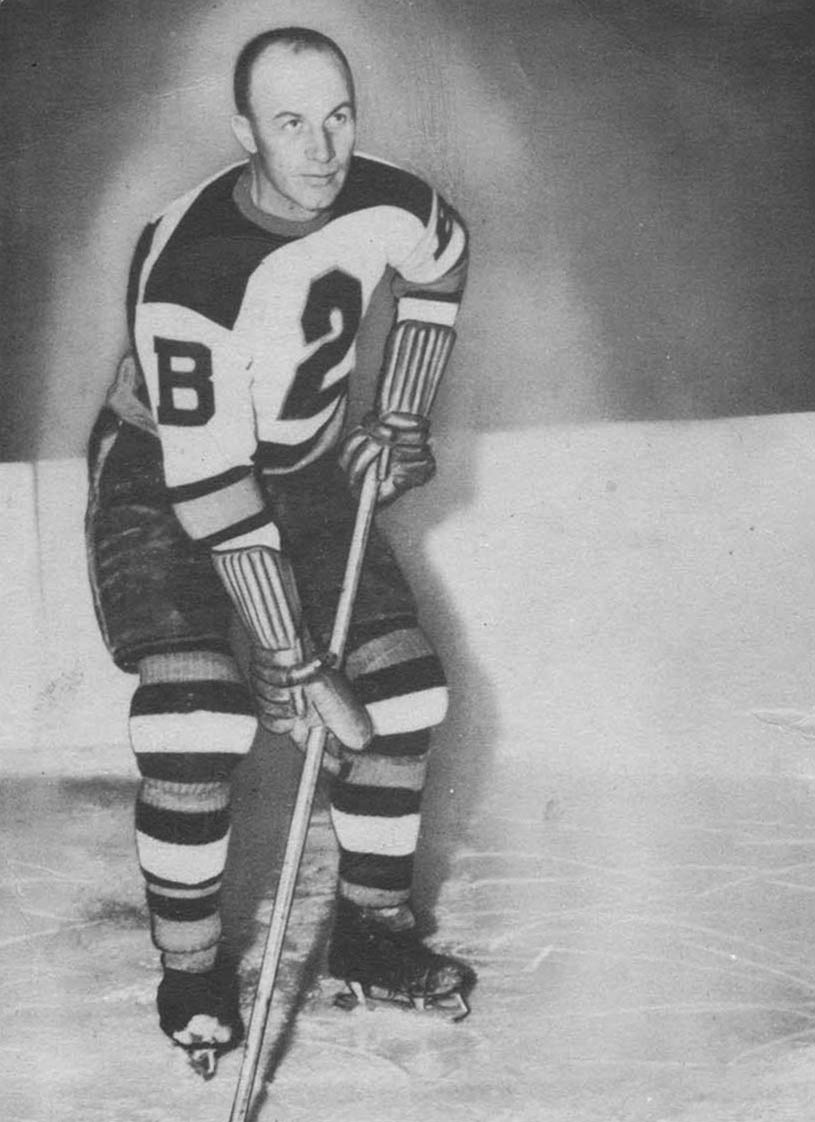
Eddie Shore ganó el trofeo cuatro veces.

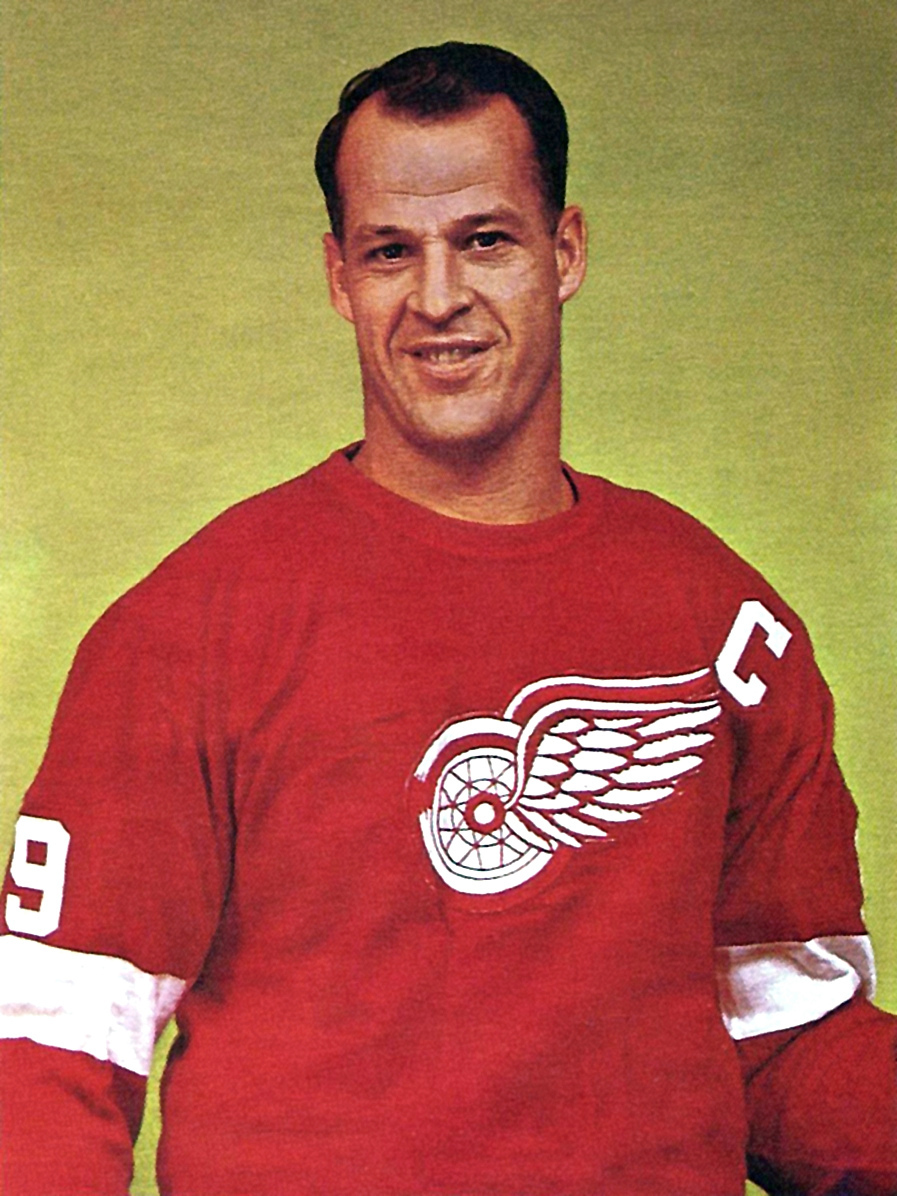
Gordie Howe ganó el premio seis veces.

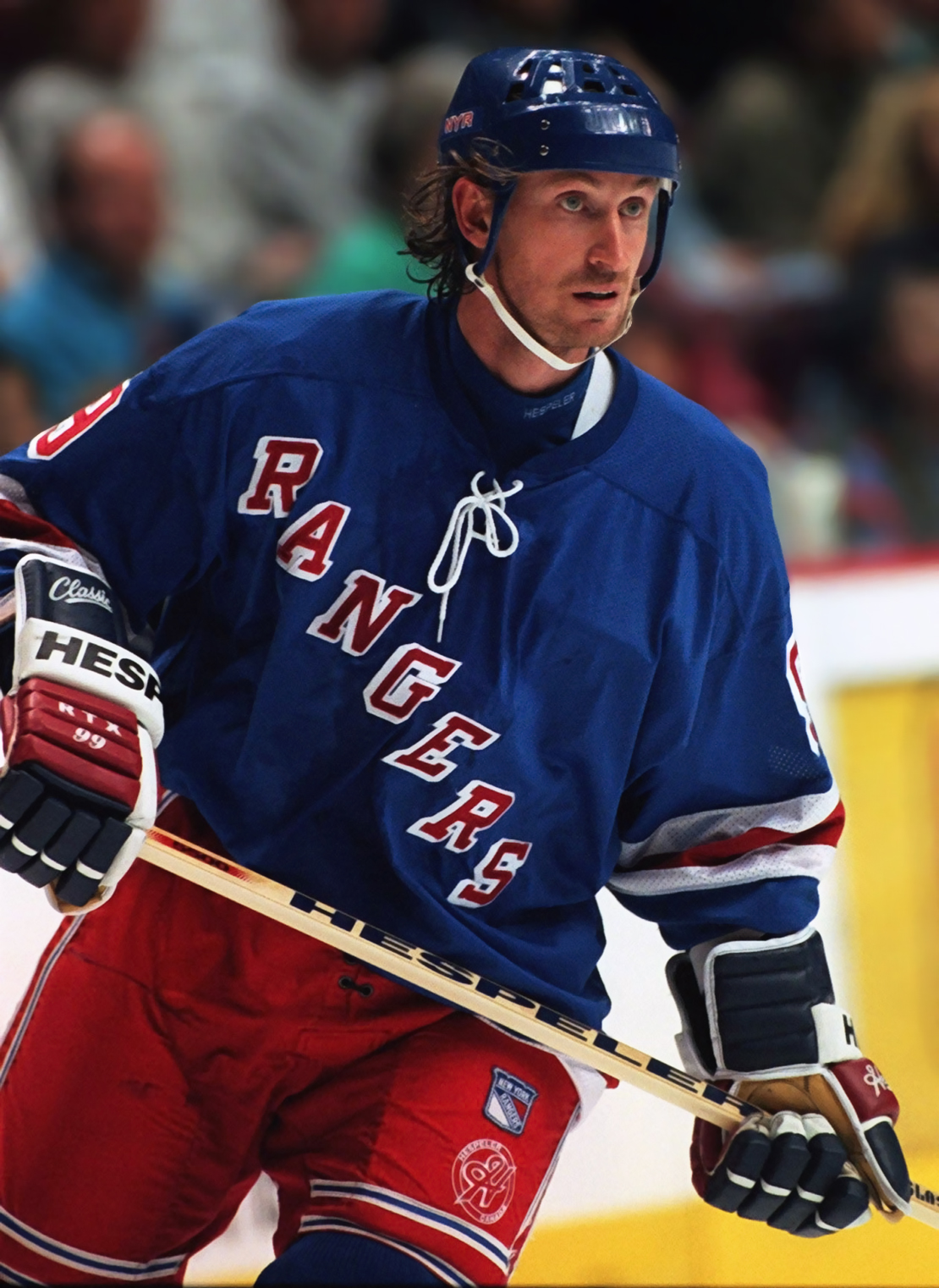
Wayne Gretzky ganó el premio nueve veces, ocho de ellas consecutivas.

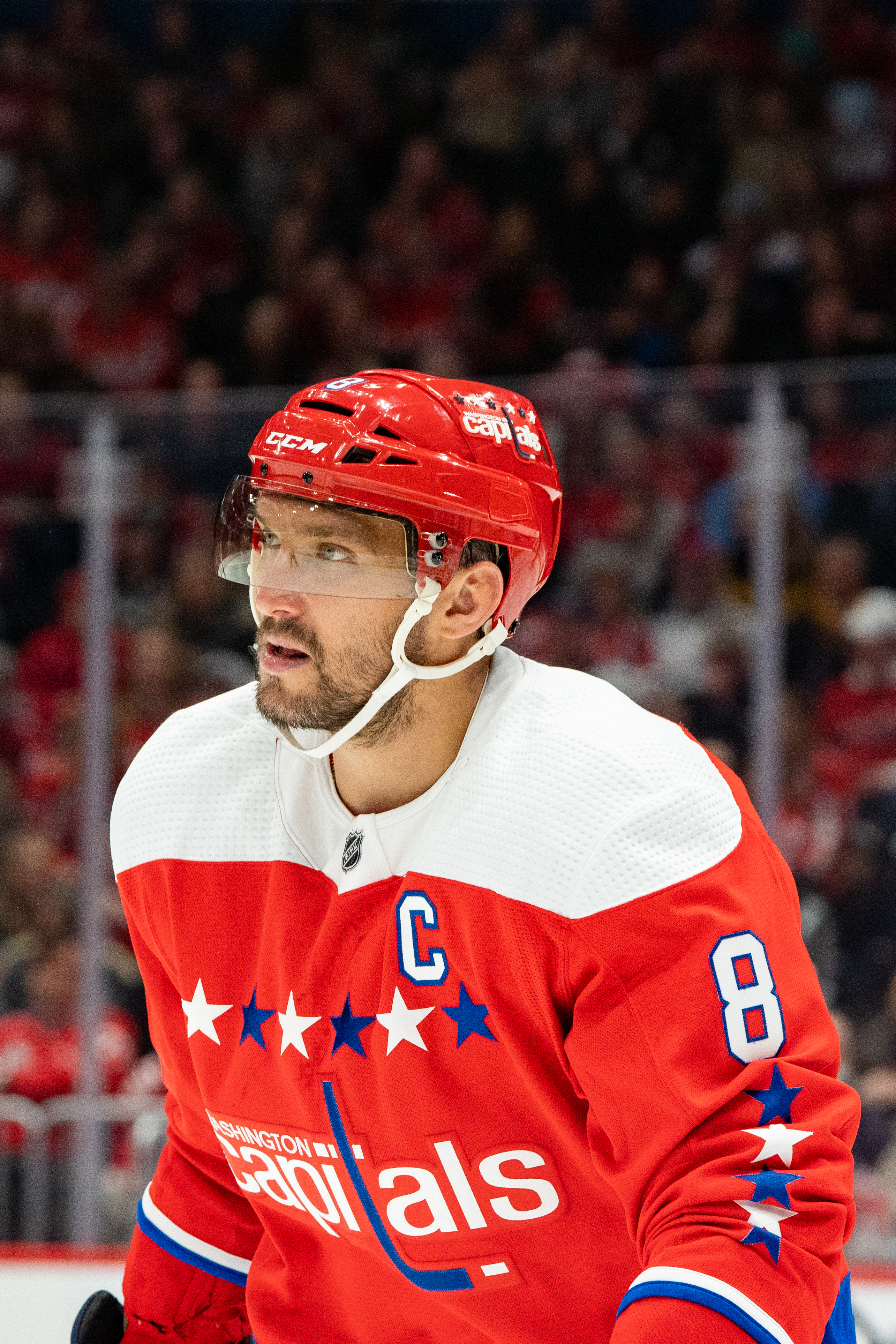
Alexander Ovechkin ha ganado el premio en tres ocasiones.

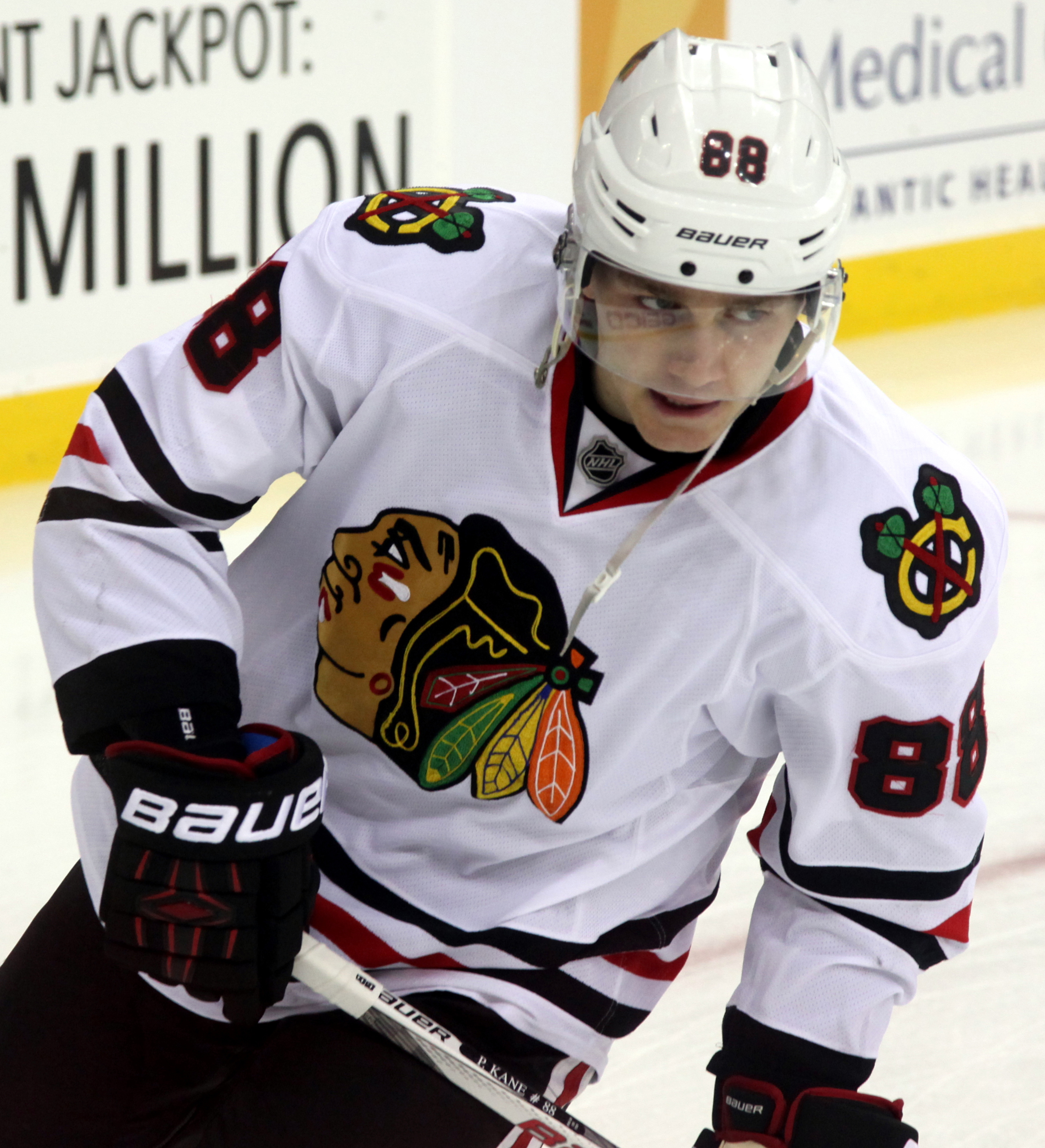
Patrick Kane fue primer jugador nacido en Estados Unidos en ganar el Trofeo Hart.

|             | Jugador en activo en la NHL                                                       |
|             | Elegido en el Salón de la Fama del Hockey sobre hielo                             |
| Jugador (#) | Indica la cantidad de veces que el jugador ha sido galardonado con el Trofeo Hart |
| Equipo (#)  | Indica la cantidad de veces que un jugador de este equipo ha ganado               |

| Temporada | Jugador                | Nacionalidad    | Posición | Equipo                        | Ref. |
| --------- | ---------------------- | --------------- | -------- | ----------------------------- | ---- |
| 1923-24   | Frank Nighbor          | Canadá          | C        | Ottawa Senators               |      |
| 1924-25   | Billy Burch            | Canadá          | C        | Hamilton Tigers               |      |
| 1925-26   | Nels Stewart (1)       | Canadá          | C        | Montreal Maroons              |      |
| 1926-27   | Herb Gardiner          | Canadá          | D        | Montreal Canadiens            |      |
| 1927-28   | Howie Morenz (1)       | Canadá          | C        | Montreal Canadiens            |      |
| 1928-29   | Roy Worters            | Canadá          | G        | New York Americans            |      |
| 1929-30   | Nels Stewart (2)       | Canadá          | C        | Montreal Maroons              |      |
| 1930-31   | Howie Morenz (2)       | Canadá          | C        | Montreal Canadiens            |      |
| 1931-32   | Howie Morenz (3)       | Canadá          | C        | Montreal Canadiens            |      |
| 1932-33   | Eddie Shore (1)        | Canadá          | D        | Boston Bruins                 |      |
| 1933-34   | Aurèle Joliat          | Canadá          | LW       | Montreal Canadiens            |      |
| 1934-35   | Eddie Shore (2)        | Canadá          | D        | Boston Bruins                 |      |
| 1935-36   | Eddie Shore (3)        | Canadá          | D        | Boston Bruins                 |      |
| 1936-37   | Babe Siebert           | Canadá          | D        | Montreal Canadiens            |      |
| 1937-38   | Eddie Shore (4)        | Canadá          | D        | Boston Bruins                 |      |
| 1938-39   | Toe Blake              | Canadá          | LW       | Montreal Canadiens            |      |
| 1939-40   | Ebbie Goodfellow       | Canadá          | D        | Detroit Red Wings             |      |
| 1940-41   | Bill Cowley            | Canadá          | C        | Boston Bruins                 |      |
| 1941-42   | Tommy Anderson         | Canadá          | D        | Brooklyn Americans            |      |
| 1942-43   | Bill Cowley (2)        | Canadá          | C        | Boston Bruins                 |      |
| 1943-44   | Babe Pratt             | Canadá          | D        | Toronto Maple Leafs           |      |
| 1944-45   | Elmer Lach             | Canadá          | C        | Montreal Canadiens            |      |
| 1945-46   | Max Bentley            | Canadá          | C        | Chicago Black Hawks           |      |
| 1946-47   | Maurice Richard        | Canadá          | RW       | Montreal Canadiens            |      |
| 1947-48   | Buddy O'Connor         | Canadá          | C        | New York Rangers              |      |
| 1948-49   | Sid Abel               | Canadá          | C        | Detroit Red Wings             |      |
| 1949-50   | Chuck Rayner           | Canadá          | G        | New York Rangers              |      |
| 1950-51   | Milt Schmidt           | Canadá          | C        | Boston Bruins                 |      |
| 1951-52   | Gordie Howe (1)        | Canadá          | RW       | Detroit Red Wings             |      |
| 1952-53   | Gordie Howe (2)        | Canadá          | RW       | Detroit Red Wings             |      |
| 1953-54   | Al Rollins             | Canadá          | G        | Chicago Black Hawks           |      |
| 1954-55   | Ted Kennedy            | Canadá          | C        | Toronto Maple Leafs           |      |
| 1955-56   | Jean Béliveau (1)      | Canadá          | C        | Montreal Canadiens            |      |
| 1956-57   | Gordie Howe (3)        | Canadá          | RW       | Detroit Red Wings             |      |
| 1957-58   | Gordie Howe (4)        | Canadá          | RW       | Detroit Red Wings             |      |
| 1958-59   | Andy Bathgate          | Canadá          | RW       | New York Rangers              |      |
| 1959-60   | Gordie Howe (5)        | Canadá          | RW       | Detroit Red Wings             |      |
| 1960-61   | Bernie Geoffrion       | Canadá          | RW       | Montreal Canadiens            |      |
| 1961-62   | Jacques Plante         | Canadá          | G        | Montreal Canadiens            |      |
| 1962-63   | Gordie Howe (6)        | Canadá          | RW       | Detroit Red Wings             |      |
| 1963-64   | Jean Béliveau (2)      | Canadá          | C        | Montreal Canadiens            |      |
| 1964-65   | Bobby Hull (1)         | Canadá          | LW       | Chicago Black Hawks           |      |
| 1965-66   | Bobby Hull (2)         | Canadá          | LW       | Chicago Black Hawks           |      |
| 1966-67   | Stan Mikita (1)        | Canadá          | G        | Chicago Black Hawks           |      |
| 1967-68   | Stan Mikita (2)        | Canadá          | G        | Chicago Black Hawks           |      |
| 1968-69   | Phil Esposito (1)      | Canadá          | C        | Boston Bruins                 |      |
| 1969-70   | Bobby Orr (1)          | Canadá          | D        | Boston Bruins                 |      |
| 1970-71   | Bobby Orr (2)          | Canadá          | D        | Boston Bruins                 |      |
| 1971-72   | Bobby Orr (3)          | Canadá          | D        | Boston Bruins                 |      |
| 1972-73   | Bobby Clarke (1)       | Canadá          | C        | Philadelphia Flyers           |      |
| 1973-74   | Phil Esposito (2)      | Canadá          | C        | Boston Bruins                 |      |
| 1974-75   | Bobby Clarke (2)       | Canadá          | C        | Philadelphia Flyers           |      |
| 1975-76   | Bobby Clarke (3)       | Canadá          | C        | Philadelphia Flyers           |      |
| 1976-77   | Guy Lafleur (1)        | Canadá          | RW       | Montreal Canadiens            |      |
| 1977-78   | Guy Lafleur (2)        | Canadá          | RW       | Montreal Canadiens            |      |
| 1978-79   | Bryan Trottier         | Canadá          | C        | New York Islanders            |      |
| 1979-80   | Wayne Gretzky (1)      | Canadá          | C        | Edmonton Oilers               |      |
| 1980-81   | Wayne Gretzky (2)      | Canadá          | C        | Edmonton Oilers               |      |
| 1981-82   | Wayne Gretzky (3)      | Canadá          | C        | Edmonton Oilers               |      |
| 1982-83   | Wayne Gretzky (4)      | Canadá          | C        | Edmonton Oilers               |      |
| 1983-84   | Wayne Gretzky (5)      | Canadá          | C        | Edmonton Oilers               |      |
| 1984-85   | Wayne Gretzky (6)      | Canadá          | C        | Edmonton Oilers               |      |
| 1985-86   | Wayne Gretzky (7)      | Canadá          | C        | Edmonton Oilers               |      |
| 1986-87   | Wayne Gretzky (8)      | Canadá          | C        | Edmonton Oilers               |      |
| 1987-88   | Mario Lemieux (1)      | Canadá          | C        | Pittsburgh Penguins           |      |
| 1988-89   | Wayne Gretzky (9)      | Canadá          | C        | Los Angeles Kings             |      |
| 1989-90   | Mark Messier (1)       | Canadá          | C        | Edmonton Oilers               |      |
| 1990-91   | Brett Hull             | Estados Unidos  | RW       | St. Louis Blues               |      |
| 1991-92   | Mark Messier (2)       | Canadá          | C        | New York Rangers              |      |
| 1992-93   | Mario Lemieux (2)      | Canadá          | C        | Pittsburgh Penguins           |      |
| 1993-94   | Serguéi Fiódorov       | Rusia           | C        | Detroit Red Wings             |      |
| 1994-95   | Eric Lindros           | Canadá          | C        | Philadelphia Flyers           |      |
| 1995-96   | Mario Lemieux (3)      | Canadá          | C        | Pittsburgh Penguins           |      |
| 1996-97   | Dominik Hašek (1)      | República Checa | G        | Buffalo Sabres                |      |
| 1997-98   | Dominik Hašek (2)      | República Checa | G        | Buffalo Sabres                |      |
| 1998-99   | Jaromír Jágr           | República Checa | RW       | Pittsburgh Penguins           |      |
| 1999-00   | Chris Pronger          | Canadá          | D        | St. Louis Blues               |      |
| 2000-01   | Joe Sakic              | Canadá          | C        | Colorado Avalanche            |      |
| 2001-02   | José Théodore          | Canadá          | G        | Montreal Canadiens            |      |
| 2002-03   | Peter Forsberg         | Suecia          | C        | Colorado Avalanche            |      |
| 2003-04   | Martin St. Louis       | Canadá          | RW       | Tampa Bay Lightning           |      |
| 2005-06   | Joe Thornton           | Canadá          | C        | Boston Bruins/San Jose Sharks |      |
| 2006-07   | Sidney Crosby (1)      | Canadá          | C        | Pittsburgh Penguins           |      |
| 2007-08   | Alexander Ovechkin (1) | Rusia           | LW       | Washington Capitals           |      |
| 2008-09   | Alexander Ovechkin (2) | Rusia           | LW       | Washington Capitals           |      |
| 2009-10   | Henrik Sedin           | Suecia          | C        | Vancouver Canucks             |      |
| 2010-11   | Corey Perry            | Canadá          | RW       | Anaheim Ducks                 |      |
| 2011-12   | Evgeni Malkin          | Rusia           | C        | Pittsburgh Penguins           |      |
| 2012-13   | Alexander Ovechkin (3) | Rusia           | RW       | Washington Capitals           |      |
| 2013-14   | Sidney Crosby (2)      | Canadá          | C        | Pittsburgh Penguins           |      |
| 2014-15   | Carey Price            | Canadá          | G        | Montreal Canadiens            |      |
| 2015-16   | Patrick Kane           | Estados Unidos  | RW       | Chicago Blackhawks            |      |
| 2016-17   | Connor McDavid (1)     | Canadá          | C        | Edmonton Oilers               |      |
| 2017-18   | Taylor Hall            | Canadá          | LW       | New Jersey Devils             |      |
| 2018-19   | Nikita Kucherov        | Rusia           | RW       | Tampa Bay Lightning           |      |
| 2019-20   | Leon Draisaitl         | Alemania        | C        | Edmonton Oilers               |      |
| 2020-21   | Connor McDavid (2)     | Canadá          | C        | Edmonton Oilers               |      |
| 2021-22   | Auston Matthews        | Estados Unidos  | C        | Toronto Maple Leafs           |      |
| 2022-23   | Connor McDavid (3)     | Canadá          | C        | Edmonton Oilers               |      |

## Más galardones
| N.º | Jugador            |
| --- | ------------------ |
| 9   | Wayne Gretzky      |
| 6   | Gordie Howe        |
| 4   | Eddie Shore        |
| 3   | Howie Morenz       |
| 3   | Bobby Orr          |
| 3   | Bobby Clarke       |
| 3   | Mario Lemieux      |
| 3   | Alexander Ovechkin |
| 2   | Nels Stewart       |
| 2   | Bill Cowley        |
| 2   | Jean Béliveau      |
| 2   | Bobby Hull         |
| 2   | Stan Mikita        |
| 2   | Phil Esposito      |

| N.º | Equipo             |
| --- | ------------------ |
| 17  | Montreal Canadiens |
| 13  | Edmonton Oilers    |
| 12  | Boston Bruins      |
| 9   | Detroit Red Wings  |